# コレクティブ 国家の嘘
『コレクティブ 国家の嘘』 (ルーマニア語: Colectiv）は、アレクサンダー・ナナウ監督・脚本・製作・撮影・編集による2019年のルーマニアのドキュメンタリー映画である。ルーマニアの公的医療の不正、汚職、悪政を暴くために奮闘する新聞記者達が捉えられている。
ワールド・プレミアは2019年9月4日にヴェネツィア国際映画祭で行われた、翌2020年2月28日にルーマニアで一般公開された。批評家には高評価され、ヨーロッパ映画賞や全米映画批評家協会賞などを受賞した。第93回アカデミー賞長編ドキュメンタリー映画賞と国際長編映画賞にもルーマニア映画史上初めてノミネートされた。

## プロット
2015年10月、ルーマニアのブカレストのナイトクラブ「コレクティブ」で火災が発生し、27人が死亡、180人が負傷した。その後数ヶ月で公立病院で適切な治療を受けられなかった負傷者37人がさらに亡くなった。これを原因とする大規模な抗議運動により当時の与党であった社会民主党は政権から退陣する。

## 公開
2019年9月4日に第76回ヴェネツィア国際映画祭のコンペティション外でプレミア上映された。また第44回トロント国際映画祭や2020年サンダンス映画祭のスポットライト部門でも上映された。2020年2月28日にルーマニアでバッド・ユニコーン配給により公開された。アメリカ合衆国では2020年11月20日にマグノリア・ピクチャーズ配給で公開された。日本では2021年10月2日にトランスフォーマー配給で公開予定である。

## 評価

### 批評家の反応
レビュー集積サイトのRotten Tomatoesでは113件のレビューで支持率は99%、平均点は9.1/10となっており、「『コレクティブ』は政府が国民への責任を放棄したときに起きる政治的腐敗と公的なシニシズムのサイクルについてダークで効果的な概要を提示する」とまとめられた。Metacriticでは24件の批評に基づいて加重平均値は95/100と示された。
『ロサンゼルス・タイムズ』紙のジャスティン・チャンは「心を打つ、絶望的な制度的不正の暴露」と評した。『バラエティ』誌のジェイ・ワイスバーグは「広く公開されるべき、現代のためのドキュメンタリー」と評した。『ニューヨーク・タイムズ』紙のマノーラ・ダルジスは「世界を改善するため、あるいは少しでも嫌なことを減らすために何が必要なのか、正直で影響力のあるやや古風なユートピアの例が描き出されている」と評した。

### 受賞とノミネート
第33回ヨーロッパ映画賞ではルーマニア映画史上初めてヨーロッパ・ドキュメンタリー映画賞を受賞した。第41回ボストン映画批評家協会賞でもまたドキュメンタリー映画賞を受賞した。第55回全米映画批評家協会賞では外国語映画賞を受賞した。ナショナル・ボード・オブ・レビュー賞では2020年度の外国語映画トップ5に選出された。第74回英国アカデミー賞ではドキュメンタリー賞にノミネートされた。第93回アカデミー賞では長編ドキュメンタリー映画賞と国際長編映画賞にノミネートされた。この2部門の同時ノミネートは前年の北マケドニア映画『ハニーランド 永遠の谷』に続いて史上2作目であった。またルーマニア映画としては初のアカデミー賞候補作であった。この他にピーボディ賞も受賞した。
| 賞                                     | 授賞式         | 部門                       | 結果       | 参照          |
| -------------------------------------- | -------------- | -------------------------- | ---------- | ------------- |
| ヨーロッパ映画賞                       | 2020年12月12日 | ドキュメンタリー賞         | 受賞       | [ 2 ]         |
| ボストン映画批評家協会賞               | 2020年12月13日 | ドキュメンタリー映画賞     | 受賞       | [ 12 ]        |
| ロサンゼルス映画批評家協会賞           | 2020年12月20日 | ドキュメンタリー映画賞     | 次点       | [ 17 ]        |
| シカゴ映画批評家協会賞                 | 2020年12月21日 | 外国語映画賞               | ノミネート | [ 18 ]        |
| シカゴ映画批評家協会賞                 | 2020年12月21日 | ドキュメンタリー賞         | ノミネート | [ 18 ]        |
| 全米映画批評家協会賞                   | 2021年1月9日   | 外国語映画賞               | 受賞       | [ 3 ]         |
| セントルイス映画批評家協会賞           | 2021年1月18日  | ドキュメンタリー作品賞     | 受賞       | [ 19 ]        |
| セントルイス映画批評家協会賞           | 2021年1月18日  | 外国語映画賞               | ノミネート | [ 19 ]        |
| ヒューストン映画批評家協会賞           | 2021年1月18日  | ドキュメンタリー作品賞     | ノミネート | [ 20 ]        |
| サンフランシスコ映画批評家協会賞       | 2021年1月18日  | ドキュメンタリー映画賞     | 受賞       | [ 21 ]        |
| サンフランシスコ映画批評家協会賞       | 2021年1月18日  | 外国語映画賞               | ノミネート | [ 21 ]        |
| オンライン映画批評家協会賞             | 2021年1月25日  | ドキュメンタリー映画賞     | ノミネート | [ 22 ]        |
| オンライン映画批評家協会賞             | 2021年1月25日  | 非英語作品賞               | ノミネート | [ 22 ]        |
| ナショナル・ボード・オブ・レビュー賞   | 2021年1月26日  | 外国語映画賞               | ノミネート | [ 13 ]        |
| ロンドン映画批評家協会賞               | 2021年2月7日   | ドキュメンタリー賞         | 受賞       | [ 23 ] [ 24 ] |
| ロンドン映画批評家協会賞               | 2021年2月7日   | 外国語映画賞               | ノミネート | [ 23 ] [ 24 ] |
| ロンドン映画批評家協会賞               | 2021年2月7日   | 作品賞                     | ノミネート | [ 23 ] [ 24 ] |
| トロント映画批評家協会賞               | 2021年2月7日   | ドキュメンタリー映画賞     | 受賞       | [ 25 ]        |
| ワシントンD.C.映画批評家協会賞         | 2021年2月8日   | ドキュメンタリー賞         | ノミネート | [ 26 ]        |
| サテライト賞                           | 2021年2月15日  | ドキュメンタリー映画賞     | 受賞       | [ 27 ]        |
| 第26回クリティクス・チョイス・アワード | 2021年3月7日   | 外国語映画賞               | ノミネート | [ 28 ]        |
| オースティン映画批評家協会賞           | 2021年3月19日  | ドキュメンタリー賞         | ノミネート | [ 29 ]        |
| 英国アカデミー賞                       | 2021年4月11日  | ドキュメンタリー賞         | ノミネート | [ 14 ]        |
| インディペンデント・スピリット賞       | 2021年4月22日  | ドキュメンタリー作品賞     | ノミネート | [ 30 ] [ 31 ] |
| アカデミー賞                           | 2021年4月25日  | 長編ドキュメンタリー映画賞 | ノミネート | [ 15 ]        |
| アカデミー賞                           | 2021年4月25日  | 国際長編映画賞             | ノミネート | [ 15 ]        |